# Sturmflut (1927)
Sturmflut ist ein deutsches Stummfilmdrama aus dem Jahre 1927 von Willy Reiber mit Dorothea Wieck und Oskar Marion in den Hauptrollen.

## Handlung
Andrej Michaelowitsch will aus dem postrevolutionären Russland mit seiner Braut und Jugendfreundin Wera über die Grenze gen Westen fliehen, verliert sie aber auf dem Wege dorthin. Nachdem Andrej in Sicherheit ist, kommt er in ein Dorf, wo der Tiefseeforscher Dr. Swen Larsen mit seiner Tochter Karen lebt. Die junge Frau ist mit ihrem Jugendfreund Nils Sörren verlobt, und beide planen, demnächst zu heiraten. Steuermann Nils geht gerade seiner Arbeit nach und befindet sich derzeit auf hoher See. Prompt verliebt sich Andrej in die schöne junge Frau.
Als Nils wieder heimkehrt, gelangen die beide durch allerlei Zufälle auf ein und dasselbe Schiff und mit diesem in eine schwere See. Das Schiff kentert während der titelgebenden Sturmflut, und beide Männer retten einander vor dem Ertrinkungstod. Sie können an Land schwimmen und kehren in das Haus der Larsens zurück, wo man sie bereits sehnsüchtig erwartet. Bald trifft auch Wera dort ein, die sich ebenfalls über die Grenze durchschlagen konnte. Karen kehrt zu ihrem Nils zurück, und Andrej vereint sich mit seiner Wera.

## Produktionsnotizen
Sturmflut, auch mit dem Untertitel Schicksal des Menschen, wie gleichst Du dem Meer... versehen, entstand im August und September 1927 auf Helgoland und in den Geiselgasteig-Filmstudios (München) und passierte die Filmzensur am 15. September 1927. Der Film maß eine Länge von 2478 Metern, verteilt auf sechs Akte. Der Film wurde für die Jugend freigegeben und erhielt von der Münchner Filmzensur das Prädikat „künstlerisch“. Die Uraufführung erfolgte in zwei Berliner Kinos am 29. September 1927.
Ludwig Reiber, der jüngere Bruder des Regisseurs Willy Reiber, entwarf die Filmbauten.

## Kritik
In der Österreichischen Film-Zeitung hieß es: „Nicht auf dem Manuskript, das an Einfällen nicht gerade reich ist, beruht der Erfolg des Films, sondern auf der flotten, mitreißenden Regie“.